# Husqvarna FF
El Husqvarna Fotbollförening es un club de fútbol de Suecia de la ciudad de Huskvarna. Fue fundado en 1987 y juega en la  Allsvenskan.

## Historia
Husqvarna FF fue fundado en 1987 tras la fusión de Husqvarna IF y Huskvarna Södra ES. En sus primeros años, el nuevo club jugó en las divisiones 2 y 3. Fortunas del club mejoraron en 1998, cuando el club terminó con nueve puntos de ventaja sobre Myresjö SI para ganar la División 2 Östra Götaland y ganar el ascenso a División 1 Södra, el segundo nivel de sueco fútbol. Sin embargo, su estancia en la División 1 fue de corta duración y que fue relegado al final de la temporada 1999.
Desde 2006, el club ha estado jugando en la División 1 Södra, que es ahora el tercer nivel del sistema de la liga de fútbol de Suecia , excepto la temporada de 2012 cuando jugaban en División 2 Östra Götaland. En 2013, fueron promovidos a Superettan que es la segunda división en el fútbol sueco.

## Uniforme
- Uniforme titular: Camiseta celeste con rayas azules, pantalón y medias azules.
- Uniforme alternativo: Camiseta roja, pantalón y medias rojas.

## Palmarés

### Torneos nacionales
- División 1 Södra (1): 2013